# Особняк Е. П. Носовой
Особняк Евфимии Павловны Носовой — памятник архитектуры XIX — начала XX в., расположенный в Москве (Малая Семёновская улица, д. 1).
Дом был построен для купца Василия Дмитриевича Носова.
По воспоминаниям его внука:

Вход в дом был со двора в небольшую прихожую, оттуда несколько ступенек вели вверх <…> Затем была какая-то нелепая комната вроде гостиной, откуда был ход в кабинет деда ― это было святое святых дома <…> Далее были ещё какие-то комнаты, которых не помню. Наша детская половина помещалась в другом конце дома. <…> Помню узкую лестницу, с перилами в виде бархатных шнуров, которая вела вниз ― по ней ходили в столовую. Перед столовой была курительная комната с гобеленами на стенах, изображавших сцены охоты. Столовая была огромная комната, в которой стояла рояль, на которой иногда играли тётки и дядя. Со стороны сада в столовой был витраж ― на цветных стёклах были изображения каких-то людей. Где-то ещё помещалась биллиардная, и я помню, как иногда дядя с кем-то катал палкой по зелёному столу большие белые шары. <…> Помню отдельные вещи, дверные ручки в виде птичьих лап светлой бронзы, держащих гранёные хрустальные шары…
— Бахрушин Ю. А. Воспоминания. ― М., 1994. ― С. 40.
После женитьбы его единственного сына Василия, Носов разделил большой сад пополам и построил по проекту Л. Н. Кекушева на своей половине сада, для себя и младшей незамужней дочери Августы, новый особняк. В старом поселился Василий с женой дочерью умершего к тому времени П. М. Рябушинского — Евфимией Павловной.

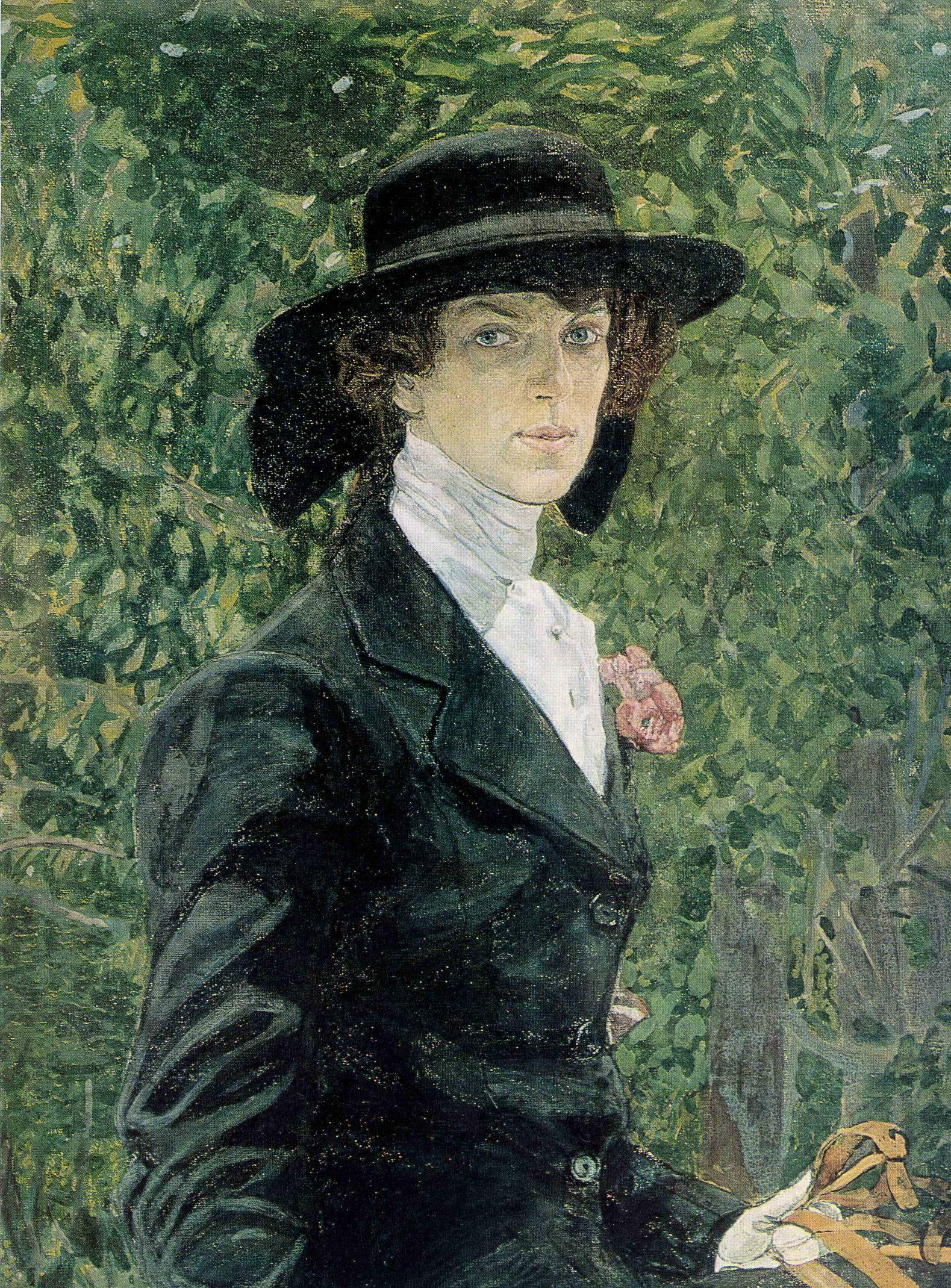
Е. П. Носова

Экстерьер и интерьеры дома были переделаны; её осуществляли архитекторы А. Н. Агеенко (пристройка левого крыла, 1910 г.) и И. В. Жолтовский (парадный столовый зал). Стены столового зала должен был расписывать В. А. Серов; он сделал несколько эскизов, по отзыву И. Э. Грабаря, «…изобилующих чудесными деталями и хитроумными выдумками», но вскоре скончался. С октября 1912 года по апрель 1913 года здесь работал М. В. Добужинский, который создал оригинальную роспись парадной лестницы.
В доме был устроен художественно-литературный салон, в котором ставились пьесы Алексея Толстого и Михаила Кузмина.
После революции национализированный особняк неоднократно подвергался переделкам, утратив часть росписей, декоративное оформление залов и лестниц. После частичной реставрации здесь был устроен краеведческий музей, затем его занял банк.